# Красноармійський (Новоніколаєвський район)
Красноармійський (рос. Красноармейский) — селище у Новоніколаєвському районі Волгоградської області Російської Федерації.
Населення становить 958 осіб. Входить до складу муніципального утворення Красноармейське сільське поселення.

## Історія
Селище розташоване у межах українського історичного та культурного регіону Жовтий Клин.
Селище засноване 1934 року.
Згідно із законом від 22 грудня 2004 року N 975-ОД органом місцевого самоврядування є Красноармейське сільське поселення.

## Населення
| 2010 |
| ---- |
| 958  |